# Valerij Bezpalov
Valerij Aleksejević Bezpalov, sovjetsko-ukrajinski inženir, * 21. september 1957, Lesivki, Sovjetska zveza. 
Kot inženir je delal v jedrski elektrarni Černobil. Med likvidatorji Černobilske nesreče je bil Bezpalov eden od treh potapljačev, ki so se potopili v poplavljeno klet elektrarne in v kleti izpraznili ventilje z vodo.    

## Biografija

### Zgodnje življenje
Valerij Bezpalov se je rodil 21. septembra 1957 v vasi Lesivki. Leta 1980 je na politehnični univerzi v Odesi opravil diplomo iz termoenergetike.

### Černobil
Bezpalov je svojo kariero začel leta 1980, ko se je zaposlil v jedrski elektrarni Černobil. Sprva je delal v raznih izmenah, pozneje pa je bil imenovan za višjega inženirja v reaktorju 3.    
26. aprila 1986 je reaktor 4 ob izvajanju varnostnega testa eksplodiral. Bezpalov je bil kmalu po evakuaciji mesta Pripjat skupaj z preostalimi inženirji poklican v Černobil, kjer jim je bilo rečeno, da če bi staljeni jedrski material prišel do vode, ki je bila shranjena v spodnjem bazenu 19.000 ton in je bila uporabljena med gašenjem požara v prvih dneh po nesreči, bi bila visoka verjetnost druge eksplozije, ki bi povzročila še večjo katastrofo. Da bi to preprečili, je bil pripravljen načrt, da trije elektrarniški inženirji odidejo v klet elektrarne in izpraznijo ventilje z vodo. Bezpalov se je javil kot drugi prostovoljec poleg Borisa Barana in Aleksija Ananenka. Vsi trije so v potapljaški opremi odšli v poplavljeno klet elektrarne in opravili svoje naloge. 
Mediji so poročali, da so vsi trije "potapljači" umrli zaradi njihovih junaških dejanj. V resnici so vsi vključno z Bezpalovom preživeli hospitalizacijo, med delom so prejeli znaten odmerek sevanja.
Po končanih likvidacijskih delih je Bezpalov še naprej delal v jedrski elektrarni Černobil do leta 1989, ko je dal odpoved in si našel drugo delo v Kijevu. 

### Poznejše življenje
Od leta 1989 do 1991 je Bezpalov inštitutu za oblikovanje "Ukrdiproenergo" v Kijevu kot inženir oblikovanja. Leta 1992 je znova začel delati v jedrski elektrarni Černobil, kjer je delal do konca leta 1998. Leta 2012 je delal v NNEGC Energoatom kot vodja nadzorne skupine za jedrske objekte.

## Odlikovanja
Leta 1989 je bil Bezpalov odlikovan z častnim redom za sodelovanje pri likvidaciji černobilske nesreče. Leta 2008 je prejel častno nagrado Ministrstva za izredne razmere Ukrajine, leta 2018 red za pogum 3. stopnje in leta 2019 naslov heroja Ukrajine z redom zlate zvezde.

## V popularni kulturi
Bezpalova je upodobil Philip Barantini v HBO miniseriji Černobil leta 2019.